# احتجاح
هم در منطق صوری و غیرصوری، احتجاج یا نتیجه، اندیشه ای است که می‌تواند درست یا نادرست باشد و معمولاً بحث برانگیزترین گزاره برهان است.  در استدلال، احتجاج در بالای نقشه برهان نشان داده شده‌ است، با کلیه مقدمات موید و نقیض که در زیر آن قرار دارند.
در زمینه متن برهانی، نکته‌ای است که نویسنده می‌خواهد شما را متقاعد که باور آن کند - احتجاح پاسخی به سؤالات زیر ارائه می‌کند:
- "چرا نویسنده به خود زحمت داده اینها را به من بگوید؟"
- " نویسنده تلاش می‌کند مرا به چه نکته ای متقاعد کند؟"
- "مهمترین چیزی که نویسنده به آن معقتد است یا مخالف است چیست؟"
- نظریه برهان‌آوری
- هم-پیش فرض
- پیامد منطقی
- نقض استنباط
- پیش‌فرض